# Perasia iniqua
Perasia iniqua là một loài bướm đêm trong họ Noctuidae.